# Ангелов, Станислав
Станислав Петков А́нгелов (болг. Станислав Петков Ангелов; род. 12 апреля 1978[…], София) — болгарский футболист, защитник.

## Карьера
Ангелов — воспитанник софийского ЦСКА. Провёл за родной клуб три сезона, но игроком основы так и не стал. В 2001 году Ангелов перешёл в «Левски», где и прошёл самый яркий отрезок его карьеры. За время игры в софийском клубе Ангелов стал трёхкратным чемпионом Болгарии и четырёхкратным обладателем кубка страны. 13 июня 2007 года Ангелов перешёл в «Энерги». Провёл в немецком клубе три сезона, после чего контракт игрока истёк. Ангелов имел вариант продолжения карьеры в российском клубе «Ростов», однако 9 июля 2010 года перешёл в румынский «Стяуа».
Ангелов дебютировал за сборную в 2006 году на Кубке Кирин.
30 июня 2014 года завершил свою футбольную карьеру.

## Достижения
- Чемпион Болгарии (3): 2002, 2006, 2007
- Обладатель Кубка Болгарии (4): 2002, 2003, 2005, 2007